# 陵阳镇 (林州市)
陵阳镇，是中华人民共和国河南省安陽市林州市下辖的一个乡镇级行政单位。

## 行政区划
陵阳镇下辖以下地区：
北陵阳村、西贤城村、东贤城村、官庄村、西郎垒村、东郎垒村、张官营村、南陵阳村、南辛庄村、水磨山村、沙蒋村、南郎垒村和高阜村。